# Cécile Devile
 (août 2009).
Si vous disposez d'ouvrages ou d'articles de référence ou si vous connaissez des sites web de qualité traitant du thème abordé ici, merci de compléter l'article en donnant les références utiles à sa vérifiabilité et en les liant à la section « Notes et références ».
Cécile Devile est une chanteuse française.

## Biographie
Elle étudie le violon, la danse et le chant ; sa voix de soprano la destinait à une carrière lyrique, lorsqu'elle découvre le jazz et la variété. Elle devient chanteuse de l'orchestre de Raymond Lefevre qui la présente à Eddie Barclay. Elle signe immédiatement un contrat d'exclusivité ; avant la sortie du premier disque, elle chante dans l'orchestre de Bernard Hilda.
Sa voix et son physique de rousse ondoyante séduisent immédiatement le public à travers un répertoire signé des plus grands : Boris Vian, J'aimerais tellement ça, Charles Trenet, Tant d'amour, Charles Aznavour, Rendez-vous à Brazilia, Lemarque, Que dit le vent, Henri Salvador, Toi mon bel amour, Mick Micheyl, Les chansons d'amour, on en a assez, J. Plante, Varel et Bailly, Scastel ou A. Pate.
Elle se produit dans les grands cabarets-spectacles du monde entier. À Paris, elle se produit à l'Olympia, au Moulin-Rouge, à La Villa d'Este et au Drap d'Or, où M. Belok, président de L'Everest Company la remarque et l'emmène aux États-Unis où elle enregistre un disque qui consacre sa carrière internationale.
Elle chante en gala pour de nombreuses personnalités (Shah d'Iran, Salazar, Franco...).
Elle participe aux grandes émissions de variétés à la télévision et anime les croisières américaines du paquebot France.

## Discographie
- 1959 : Tout l'amour
- 1960 : C'est ça l'amore
- 1961 : Garde-moi la dernière danse
- 1963 : Je t'attends, accompagnée par Didier Boland et son orchestre, 33 tours, Biem / Gala Des Variétés G-336